# 東京物語
『東京物語』（とうきょうものがたり）は、1953年（昭和28年）に公開された日本映画である。監督は小津安二郎、主演は笠智衆と原節子。モノクロ、スタンダード・サイズ、136分。

## 概要
『晩春』（1949年）、『麦秋』（1951年）、『東京物語』（1953年）で原節子が演じたヒロインはすべて「紀子」という名前であり、この3作品をまとめて「紀子三部作」と呼ぶことがある。昭和28年度文化庁芸術祭参加作品。
上京した年老いた両親とその家族たちの姿を通して、家族の絆、親と子、老いと死、人間の一生、それらを冷徹な視線で描いた作品である。戦前の小津作品、特に『戸田家の兄妹』などにすでに見出されるテーマだが、本作でより深化させられることになった。「ロー・ポジション」を多用し、カメラを固定して人物を撮る「小津調」と形容される独自の演出技法で、家族を丁寧に描いている。家族という共同体が年を経るとともにバラバラになっていく現実を、独特の落ち着いた雰囲気でつづっている。
作品は国内外において極めて高く評価されている。Rotten Tomatoesでは51件の批評家レビューがあり、100%の批評家支持率を保持し、平均点は9.3/10となっている（Rotten Tomatoesの支持率100%の映画）。2003年には、スティーヴン・ジェイ・シュナイダーの『死ぬまでに観たい映画1001本』にも掲載された。2012年に英国映画協会の映画雑誌『Sight&Sound』が発表した史上最高の映画ベストテンの映画監督が選ぶランキングでは第1位、2023年ではトップ100で同率第4位を記録している。主なオマージュ作品にヴィム・ヴェンダースの『東京画』、ジュゼッペ・トルナトーレの『みんな元気』、侯孝賢の『珈琲時光』、ドーリス・デリエの『HANAMI』、山田洋次『東京家族』がある。

## あらすじ
尾道に暮らす周吉（笠智衆）と妻のとみ（東山千栄子）は、小学校教師をしている次女の京子（香川京子）に留守を頼み、東京にでかける。ふたりは下町で小さな医院を開業している長男の幸一（山村聡）の家に泊めてもらうが、東京見物に出ようとしたところで急患が入り、結局でかけることが出来ない。
その後、やはり下町で美容院を営む志げ（杉村春子）の家に移るが、志げも夫（中村伸郎）も忙しく、両親はどこにも出かけられぬまま二階で無為に過ごしている。志げは、戦死した次男の妻の紀子（原節子）に一日両親の面倒を見てくれるよう頼む。紀子はわざわざ仕事を休んで2人を東京の観光名所に連れて行き、夜は彼女の小さなアパートで精一杯のもてなしをする。
幸一と志げは金を出し合って両親を熱海に送り出す。しかし志げの選んだ旅館は品のない安宿で、夜遅くまで他の客が騒いでいるため2人は眠ることができない。翌日、2人は尾道に帰ることに決め、予定を切り上げていったん志げの家に戻る。ところが志げは、今夜は同業者の集まりがあるのでもっと熱海でゆっくりしてきてほしかったと迷惑そうな態度を取る。2人は「とうとう宿なしになってしもうた」と言いながら今夜泊まるところを思案し、狭い紀子のアパートにはとみだけが行くことにする。紀子ととみは親しく語り合い、紀子の優しさにとみは涙をこぼす。一方周吉は尾道で親しくしていた服部（十朱久雄）を訪ねるが、服部は家に泊めることは出来ないから外で飲もうと言い、やはり尾道で親しかった沼田（東野英治郎）にも声をかけて3人で酒を酌み交わす。結局周吉はしたたかに酔い、深夜になってから沼田と共に志げの家に帰ると、2人とも美容室の椅子で眠り込んでしまう。志げは夫に対して父への文句をぶちまける。
翌日、皆に見送られて帰路の列車に乗った2人だったが、とみが体調を崩し、大阪で途中下車して三男の敬三（大坂志郎）の家に泊めてもらう。回復したとみと周吉は、子供たちが優しくなかったことを嘆きながらも、自分たちの人生は良いものだったと語りあう。
2人が尾道に帰って間も無く、母が危篤だという電報が届き、3人の子供たちと紀子は尾道にかけつけるが、とみは意識を回復しないまま死んでしまう。とみの葬儀が終わった後、3人は紀子を残してさっさと帰って行ってしまい、京子は憤慨するが、紀子は義兄姉をかばい、若い京子を静かに諭す。
紀子が東京に帰る日、周吉は紀子の優しさに感謝を表し、早く再婚して幸せになってくれと伝えて、妻の形見の時計を渡す。紀子は声をあげて泣く。
翌朝、がらんとした部屋で一人、周吉は静かな尾道の海を眺めるのだった。

## スタッフ
- 監督 - 小津安二郎
- 脚本 - 野田高梧・小津安二郎
- 製作 - 山本武
- 撮影 - 厚田雄春
- 美術 - 浜田辰雄
- 録音 - 妹尾芳三郎
- 照明 - 高下逸男
- 音楽 - 斎藤高順
- 編集 - 浜村義康
- 録音技術 - 金子盈
- 装置 - 高橋利男
- 装飾 - 守谷節太郎
- 衣裳 - 齋藤耐三
- 現像 - 林龍次
- 監督助手 - 山本浩三
- 撮影助手 - 川又昂
- 録音助手 - 堀義臣
- 照明助手 - 八鍬武
- 進行 - 清水富二

## 配役

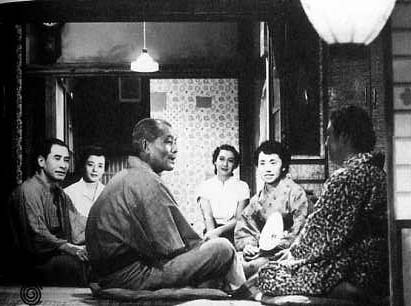
左から山村聡、三宅邦子、笠智衆、原節子、杉村春子、東山千栄子。

平山周吉
演 - 笠智衆
尾道に妻と次女と共に暮らしている。
とみ
演 - 東山千栄子（俳優座）
周吉の妻。
紀子
演 - 原節子
戦死した次男の妻。BGとして働き、アパートで暮らしている。
金子志げ
演 - 杉村春子（文学座）
周吉の長女。美容院を営む。
平山幸一
演 - 山村聡
周吉の長男。内科・小児科の医院を営む。
文子
演 - 三宅邦子
幸一の妻。
京子
演 - 香川京子
周吉の次女。小学校の教員。
沼田三平
演 - 東野英治郎（俳優座）
周吉の旧友。
金子庫造
演 - 中村伸郎（文学座）
志げの夫。
平山敬三
演 - 大坂志郎
周吉の三男。国鉄に勤務している。
服部修
演 - 十朱久雄
周吉の旧友。
よね
演 - 長岡輝子（文学座）
服部の妻。
おでん屋の女
演 - 桜むつ子
隣家の細君
演 - 高橋豊子
周吉の家の隣人。
鉄道職員
演 - 安部徹
敬三の同僚。
アパートの女
演 - 三谷幸子
紀子の隣室に住んでいる。
平山實
演 - 村瀬襌（劇団ちどり）
幸一の長男。
勇
演 - 毛利充宏（劇団若草）
幸一の次男。
美容院の助手
演 - 阿南純子
美容院の客
演 - 水木涼子、戸川美子
下宿の青年
演 - 糸川和廣
患家の男
演 - 遠山文雄
巡査
演 - 諸角啓二郎
会社の課長
演 - 新島勉
事務員
演 - 鈴木彰三
旅館の女中
演 - 田代芳子、秩父晴子
艶歌師
演 - 三木隆
尾道の医者
演 - 長尾敏之助

### 主要人物相関図
|  |  |                   |                   |                   |                   |                   |                   |  |  | 平山周吉        | 平山周吉        | 平山周吉        | 平山周吉        | 平山周吉        | 平山周吉        |  |  | 平山とみ （妻） | 平山とみ （妻） | 平山とみ （妻） | 平山とみ （妻） | 平山とみ （妻） | 平山とみ （妻） |  |  |                   |                   |                   |                   |                   |                   |  |  |                        |                        |                        |                        |                        |                        |  |  |                        |                        |                        |                        |                        |                        |  |  |                    |                    |                    |                    |                    |                    |  |  |                   |                   |                   |                   |                   |                   |  |  |  |  |
|  |  |                   |                   |                   |                   |                   |                   |  |  | 平山周吉        | 平山周吉        | 平山周吉        | 平山周吉        | 平山周吉        | 平山周吉        |  |  | 平山とみ （妻） | 平山とみ （妻） | 平山とみ （妻） | 平山とみ （妻） | 平山とみ （妻） | 平山とみ （妻） |  |  |                   |                   |                   |                   |                   |                   |  |  |                        |                        |                        |                        |                        |                        |  |  |                        |                        |                        |                        |                        |                        |  |  |                    |                    |                    |                    |                    |                    |  |  |                   |                   |                   |                   |                   |                   |  |  |  |  |
|  |  |                   |                   |                   |                   |                   |                   |  |  |                 |                 |                 |                 |                 |                 |  |  |                 |                 |                 |                 |                 |                 |  |  |                   |                   |                   |                   |                   |                   |  |  |                        |                        |                        |                        |                        |                        |  |  |                        |                        |                        |                        |                        |                        |  |  |                    |                    |                    |                    |                    |                    |  |  |                   |                   |                   |                   |                   |                   |  |  |  |  |
|  |  |                   |                   |                   |                   |                   |                   |  |  |                 |                 |                 |                 |                 |                 |  |  |                 |                 |                 |                 |                 |                 |  |  |                   |                   |                   |                   |                   |                   |  |  |                        |                        |                        |                        |                        |                        |  |  |                        |                        |                        |                        |                        |                        |  |  |                    |                    |                    |                    |                    |                    |  |  |                   |                   |                   |                   |                   |                   |  |  |  |  |
|  |  | 平山幸一 （長男） | 平山幸一 （長男） | 平山幸一 （長男） | 平山幸一 （長男） | 平山幸一 （長男） | 平山幸一 （長男） |  |  | 平山文子 （嫁） | 平山文子 （嫁） | 平山文子 （嫁） | 平山文子 （嫁） | 平山文子 （嫁） | 平山文子 （嫁） |  |  | 金子庫造 （婿） | 金子庫造 （婿） | 金子庫造 （婿） | 金子庫造 （婿） | 金子庫造 （婿） | 金子庫造 （婿） |  |  | 金子志げ （長女） | 金子志げ （長女） | 金子志げ （長女） | 金子志げ （長女） | 金子志げ （長女） | 金子志げ （長女） |  |  | 平山昌二 （次男） 戦死 | 平山昌二 （次男） 戦死 | 平山昌二 （次男） 戦死 | 平山昌二 （次男） 戦死 | 平山昌二 （次男） 戦死 | 平山昌二 （次男） 戦死 |  |  | 平山紀子 （嫁） 未亡人 | 平山紀子 （嫁） 未亡人 | 平山紀子 （嫁） 未亡人 | 平山紀子 （嫁） 未亡人 | 平山紀子 （嫁） 未亡人 | 平山紀子 （嫁） 未亡人 |  |  | 平山敬三 （三男 ） | 平山敬三 （三男 ） | 平山敬三 （三男 ） | 平山敬三 （三男 ） | 平山敬三 （三男 ） | 平山敬三 （三男 ） |  |  | 平山京子 （次女） | 平山京子 （次女） | 平山京子 （次女） | 平山京子 （次女） | 平山京子 （次女） | 平山京子 （次女） |  |  |  |  |
|  |  | 平山幸一 （長男） | 平山幸一 （長男） | 平山幸一 （長男） | 平山幸一 （長男） | 平山幸一 （長男） | 平山幸一 （長男） |  |  | 平山文子 （嫁） | 平山文子 （嫁） | 平山文子 （嫁） | 平山文子 （嫁） | 平山文子 （嫁） | 平山文子 （嫁） |  |  | 金子庫造 （婿） | 金子庫造 （婿） | 金子庫造 （婿） | 金子庫造 （婿） | 金子庫造 （婿） | 金子庫造 （婿） |  |  | 金子志げ （長女） | 金子志げ （長女） | 金子志げ （長女） | 金子志げ （長女） | 金子志げ （長女） | 金子志げ （長女） |  |  | 平山昌二 （次男） 戦死 | 平山昌二 （次男） 戦死 | 平山昌二 （次男） 戦死 | 平山昌二 （次男） 戦死 | 平山昌二 （次男） 戦死 | 平山昌二 （次男） 戦死 |  |  | 平山紀子 （嫁） 未亡人 | 平山紀子 （嫁） 未亡人 | 平山紀子 （嫁） 未亡人 | 平山紀子 （嫁） 未亡人 | 平山紀子 （嫁） 未亡人 | 平山紀子 （嫁） 未亡人 |  |  | 平山敬三 （三男 ） | 平山敬三 （三男 ） | 平山敬三 （三男 ） | 平山敬三 （三男 ） | 平山敬三 （三男 ） | 平山敬三 （三男 ） |  |  | 平山京子 （次女） | 平山京子 （次女） | 平山京子 （次女） | 平山京子 （次女） | 平山京子 （次女） | 平山京子 （次女） |  |  |  |  |
|  |  |                   |                   |                   |                   |                   |                   |  |  |                 |                 |                 |                 |                 |                 |  |  |                 |                 |                 |                 |                 |                 |  |  |                   |                   |                   |                   |                   |                   |  |  |                        |                        |                        |                        |                        |                        |  |  |                        |                        |                        |                        |                        |                        |  |  |                    |                    |                    |                    |                    |                    |  |  |                   |                   |                   |                   |                   |                   |  |  |  |  |
|  |  |                   |                   |                   |                   |                   |                   |  |  |                 |                 |                 |                 |                 |                 |  |  |                 |                 |                 |                 |                 |                 |  |  |                   |                   |                   |                   |                   |                   |  |  |                        |                        |                        |                        |                        |                        |  |  |                        |                        |                        |                        |                        |                        |  |  |                    |                    |                    |                    |                    |                    |  |  |                   |                   |                   |                   |                   |                   |  |  |  |  |
|  |  | 平山實 （孫）     | 平山實 （孫）     | 平山實 （孫）     | 平山實 （孫）     | 平山實 （孫）     | 平山實 （孫）     |  |  | 平山勇 （孫）   | 平山勇 （孫）   | 平山勇 （孫）   | 平山勇 （孫）   | 平山勇 （孫）   | 平山勇 （孫）   |  |  |                 |                 |                 |                 |                 |                 |  |  |                   |                   |                   |                   |                   |                   |  |  |                        |                        |                        |                        |                        |                        |  |  |                        |                        |                        |                        |                        |                        |  |  |                    |                    |                    |                    |                    |                    |  |  |                   |                   |                   |                   |                   |                   |  |  |  |  |
|  |  | 平山實 （孫）     | 平山實 （孫）     | 平山實 （孫）     | 平山實 （孫）     | 平山實 （孫）     | 平山實 （孫）     |  |  | 平山勇 （孫）   | 平山勇 （孫）   | 平山勇 （孫）   | 平山勇 （孫）   | 平山勇 （孫）   | 平山勇 （孫）   |  |  |                 |                 |                 |                 |                 |                 |  |  |                   |                   |                   |                   |                   |                   |  |  |                        |                        |                        |                        |                        |                        |  |  |                        |                        |                        |                        |                        |                        |  |  |                    |                    |                    |                    |                    |                    |  |  |                   |                   |                   |                   |                   |                   |  |  |  |  |

 style="border-spacing: 5px; border: 1px solid darkgray;"
| 括弧内は周吉との続柄 色の凡例： 男 女 |

## 製作

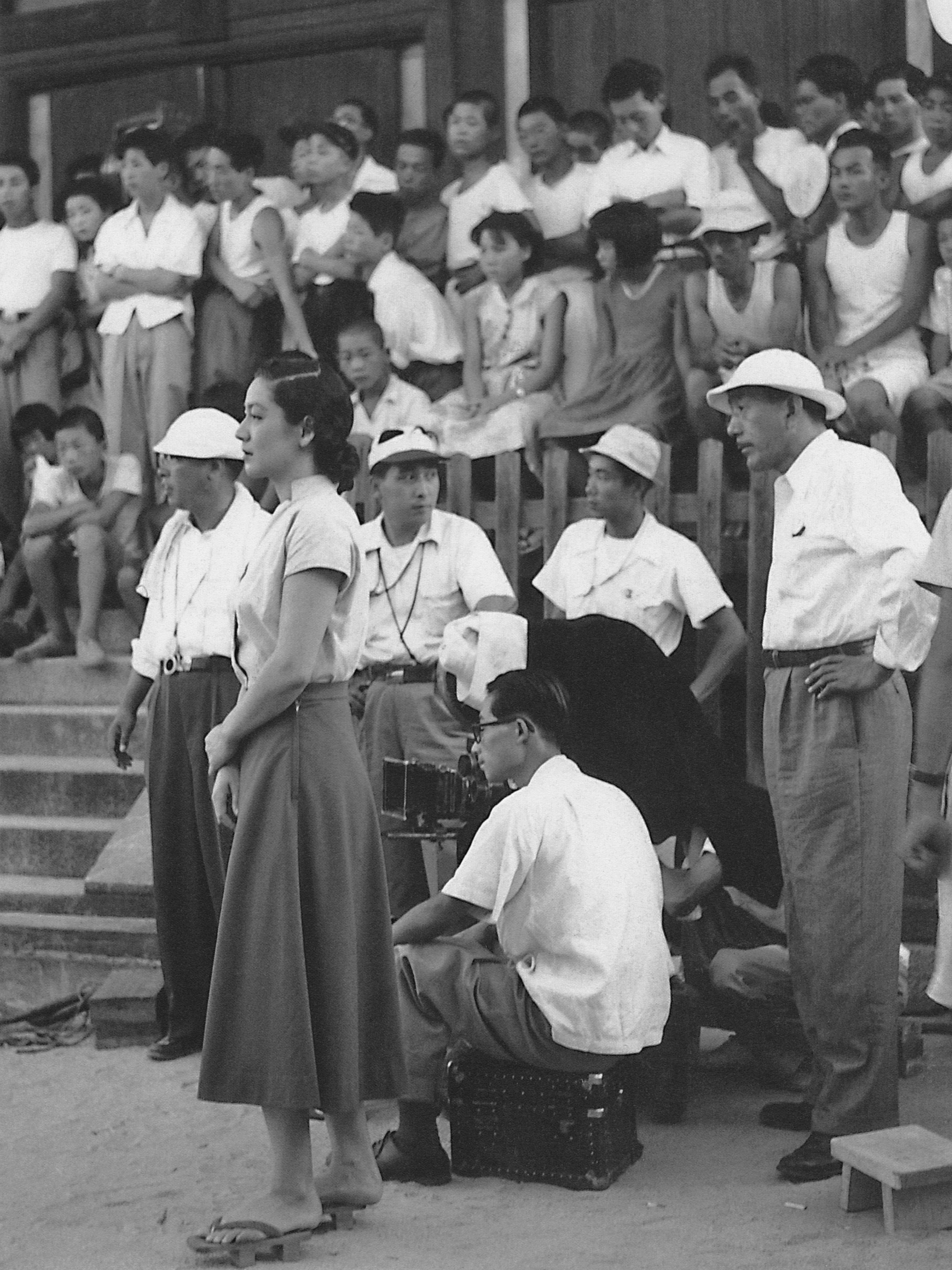
撮影中の原節子と小津安二郎監督（尾道浄土寺、1953年8月16日）

### 脚本
1953年2月から小津安二郎は野田高梧とともに、小津が脚本を書くために使用していた茅ヶ崎館で『東京物語』の構想を練りはじめ、4月8日から脚本執筆を行い、5月28日に脱稿した。物語はレオ・マッケリー監督のアメリカ映画『明日は来らず』（1937年）を下敷きにしており、アメリカの物語を普遍的なものにして、アジア人と西洋人がともに納得できるものにした。
1953年2月4日、大体の傾向が決まる。2月18日–20日、主要キャストの職業等、設定が決まる。老夫婦が安宿で眠られないシーン等、熱海の場面は当初、日比谷公園で考えていたが、3月2日の夜に熱海に変更した。3月12日、尾道より始め大坂を略す（冒頭尾道の後、三男が働く大坂パートも予定していたがカット。後半の短いシーンに変更）ことなど略決定。

### キャスティング
1949年の『晩春』の撮影中にライトの一部が天井から落ちて、原節子の頭を直撃し、頭を少し切り撮影もストップした。原は東宝の専属女優でもあり、助監督を務めた齋藤武市は、「小津監督は原さんに対してよそ様の大スターというだけでなく、負い目のようなものがあったように感じました。（巷で噂される小津が原に対して恋愛感情があったという見方については）もちろん、そりゃ嫌いなはずはありませんが、だからといって特別な恋愛感情というのとも違ったんじゃないでしょうか」などと述べている。
当初、三男のキャスティングは、小津と公私ともに親交があった佐田啓二を予定していた。しかしスケジュールが合わず、大坂が演じることになった。大坂の役は大阪の国鉄職員であるが、台詞に出身地の秋田訛りが抜けず、リハーサルを何度も繰り返したという。ついに『俺は、大坂志郎だから大阪弁が得意だろうと思ってお前をつかったんだ。それなら山形志郎と改名しろ』と小津に激怒され、大坂は号泣したという（『東京物語』LDおよびDVD・副音声の齋藤武市の証言より。「秋田」ではなく「山形」であるのは発言〔ママ〕）。

### 音楽
映画監督になる前に三重県で代用教員をやっていた小津は、唱歌や民謡が好きだった。本作でも小学唱歌が効果的に使用されている。小学校教師の次女京子（香川京子）が教室で生徒に教えながら、帰京する紀子（原節子）が乗る汽車に思いを馳せてたたずむエピローグでの流れる児童の合唱は、唱歌『夕の鐘』（作詞：吉丸一昌、作曲：フォスター）である。脚本では「小学校の校舎/唱歌が聴こえてくる。」とだけあったが音楽担当の斎藤高順が『夕の鐘』を選んだ。映画公開当時には音楽の教科書にも載っていた。

### 撮影&ロケ地
1953年7月25日、松竹大船のセット初日。東京駅待合所以外の屋内シーンはすべて大船のセットで撮影。
- 広島県尾道市（ロケ：1953年8月12日 - 8月19日）[16][23][32][33]
  - 冒頭の風景5カット[34][35][36]（2m12s – 3m05s）
    - 住吉神社[16][32][37][38][39]
    - 海岸通り（久保2丁目付近、右手が「魚信」[34][40]）
    - 浄土寺遠景と山陽本線貨物列車[34][41]
    - 浄土寺付近の貨物列車の通過[34]
    - 浄土寺の崖[34][37]

  - 京子の出勤シーン（4m15s – 4m25s、撮影1953年8月13日）[34][42]
    - 現在の久保二丁目、尾道市公会堂付近[16][34]
    - 西國寺通り路地[34][16][23][39]（演者：香川京子）
- 東京都足立区
  - 東京の冒頭風景5カット[35][43]（5m49s – 6m22s）
    - 千住火力発電所（現存せず、いわゆる「お化け煙突」のこと）[37]
    - 東武伊勢崎線堀切駅[37]
    - 堀切駅のホーム[43][44]
    - 平山医院の看板（堀切駅近くの空地か?[35]）
    - 荒川土手

  - 金子志げの美容院への導入
    - 荒川土手（15m39s – 15m46s）
    - 空の後、千住火力発電所2度目（20m58s – 21m10s）、発電所は（53m39s – 53m44s）にも登場し計3度映る
    - 金子志げの美容院（都電の走る町、場所不明）[41]（21m11s – 21m18s）

  - 京成本線荒川橋梁近くの荒川土手（演者：東山千栄子、毛利充宏）[45]（28m24s – 29m34s）
  - 美容院上の物干し台[注 7]、演者：笠）（32m44s – 32m58s）
- 東京都中央区
  - はとバス
    - 皇居付近から銀座方面の車窓風景と車内（演者：笠智衆、原節子、東山）（35m41s – 36m50s）
    - 松屋前面と屋上付近を望む2カット[47][48]（36m50s – 36m59s）
    - 松屋側面の階段 - 踊り場（演者：笠、東山、原）（37m00s – 37m46s）
    - 松屋から国会議事堂方面の遠景（37m47s – 37m54s）
    - 紀子の住む公営住宅（場所不明）（37m54s – 38m00s）
- 静岡県熱海市
  - 熱海温泉[35][49][50]
    - 熱海海岸堤防（45m54s – 46m01s）
    - 旅館の窓から見える錦ヶ浦方向の景色（46m01s – 53m29s）[37]
    - 熱海の海（47m03s – 47m10s）
    - 旅館の窓から見える逆方向の山の景色（50m37s – 50m44s）
    - 熱海海岸堤防（堤防は現存せず[51]、演者：笠、東山）（51m03s – 53m29s）
    - 旅館の窓から見える錦ヶ浦方向の景色（先の物とは少しアングルが違う）（53m34s – 53m38s）
- 東京都台東区
  - 上野恩賜公園[44]
    - 寛永寺旧本坊表門（演者：笠、東山）（58m12s – 59m26s）
    - 西郷隆盛像付近（西郷像は映らない、演者：笠、東山）[52]（59m27s – 60m11s）

  - 笠が旧友役の十朱久雄、東野英治郎と飲むシーン
    - 高架橋横の飲み屋（場所不明）（62m16s – 62m23s）

  - 紀子の住む公営住宅（別アングル）（78m29s – 78m35s）
- 東京都千代田区
  - 東京駅
    - 八重洲口発車時刻案内板[35][53]（82m06s – 82m30s）
    - 同改札口内風景[41]（82m20s – 84m23s、84m10s – 84m33s）
    - 同改札口（演者：笠、東山、原、杉村春子、山村聰）[注 8]（82m30s – 84m09s）
- 大阪市中央区
  - 大阪城天守閣（84m34s – 84m42s）
    - 大阪城遠景（場所不明）（84m42s – 84m46s）
    - 大阪鉄道管理局（大阪駅近辺か?[41][54]）（84m46s – 84m53s）
    - 大阪城遠景（前述とは別カット、場所不明）（86m07s – 86m14s）
- 東京都足立区
  - 平山医院
    - 荒川土手（88m21s – 88m28s）

  - 建設現場鉄骨（場所不明）[35]（93m24s – 93m33s）
- 広島県尾道市
  - 平山周吉家の場面に至る風景（95m47s – 95m55s）
    - 山陽本線線路近くの墓と松
    - 浄土寺の崖

  - 京子が兄弟を駅へ迎えに行くシーン（97m09s – 97m18s）
    - 西國寺通り路地（演者：香川）

  - 尾道水道（98m24s – 98m33s）
  - とみが亡くなった朝の尾道の風景5カット（103m19s – 103m56s）
    - 中央桟橋（おのみち海の駅）[16][23][32][34]
    - 住吉神社[16]
    - 停泊中の漁船（場所不明）
    - 海岸通り
    - 浄土寺付近の山陽本線線路
    - 浄土寺境内（演者：笠、原）[15][16][32][55][56][57]（107m55s – 108m32s）

  - とみの葬儀の場面
    - 福善寺（墓所が108m56s – 111m42sまでに断続的に5カット、撮影1953年8月17日）[32][34][54][58][注 9]。

  - 葬儀後の食事の場面
    - 竹村家[32][33][34][55][59][60][61][62][注 10]（111m42s – 111m51s、117m13s – 117m20sの2カット）

  - 数日後の朝?
    - 浄土寺多宝塔下の平山周吉家（戸田家[注 11]演者：笠）[54]（117m27s – 117m39s）
    - 筒湯小学校（現存せず）（126m30s – 126m42s）[注 12]。
    - 同小学校付近から見える汽車の通過と線路脇からの汽車の通過[32][41][61]（127m21s – 127m46s）
    - 浄土寺付近の山陽本線線路（128m16s – 128m23s）
    - 尾道水道[34]（129m21s – 129m29s、129m44s – 130m05sの2カット）

- 主人公が住む町に尾道が選ばれた理由は、まず東京からの距離が作品内容に適合した場所として選定された[65]。当時の尾道-東京間の所要時間は約15時間。上京、帰郷が容易でなく、帰途に体調を悪くする程度の距離と時間。しかも途中に息子の一人が生活している大きな都会（ここでは大阪）がある。信州は従来小津が地方＝非東京に設定した代表例だが、この映画のような物語的曲折を作るには距離が近過ぎる。また小津は東北地方に対する積極的関心は無いに等しく、すると自然と西日本ということになる[37][65]。1953年4月12日付の東京新聞には「老夫婦は山口県岩国あたりが郷里で北国の寒い環境ではなく、明るい内海を選んでいる」と書かれており[37]、最初から尾道ありきではなく、瀬戸内海に面した山陽道の小都市を物色しているうちに「志賀直哉の尾道」が浮上したと考えられる[37][65]。小津が「瀬戸内海に面した小都市を背景にしたい」という意向を脚本家の野田高梧に伝え、小津も野田も志賀を敬愛していたため、志賀の『暗夜行路』の舞台となった尾道を、自分の映画に採り上げてみたいと考えたものと推察される[65][66][67][68][69]。志賀がロケ地を探す小津に「風情と家族愛を語るには尾道を舞台にするのが一番」と伝えたという説もある[70]。この他、戦前松竹蒲田時代の大部屋俳優で、小津映画にも会社員や警官役でしばしば顔を出していた仲英之助（中英之助?）が、俳優を辞めて郷里尾道に帰っており、この頃には尾道市議会議員になっていて、協力を約束したこと[65]、また同じ松竹の脚本家・柳井隆雄のいとこが尾道の旅館「竹村家」を経営し、協力が得やすかったなどの諸条件が重なり、尾道ロケが決まったといわれる[33]。尾道の寂れて、どこか温かい風景が、作品の厳しいテーマを繊細に包み込み、忘れることのできない画面を生み出している[16][69]。

ロケハン
1953年6月24日から7月1日まで行われた尾道でのロケハンには野田も同行。小津はロケハン中、自動車は一切使わず、連日坂の多い尾道を歩き回り、浄土寺、福善寺など小津好みのロケ地を探し当てた他、志賀が若いころ住んだ志賀の旧居を見つけ出した。小津は尾道ロケハン後、東京でのロケハンをはさみ、熱海ロケハンの際に当地に住む志賀を訪ねて、尾道のロケハン報告を行っている。7月3日、大坂城、城東線の駅など大坂ロケハン。

ロケ
1953年8月12日から8月19日の尾道ロケに参加した主要俳優は、笠智衆、原節子、香川京子の3人だけであるが、当時、地方ロケは珍しく、撮影現場には見物人が殺到した。原節子が到着する時刻には尾道駅の入場券が3,000枚売れた、朝3時からの浄土寺ロケでは狭い境内に2,000人見物客がいたなど、当時の逸話は絶頂にのぼりつめて行く娯楽の王者たる映画の人気が、地方都市で如何なる形で表現されたかを伝える。当時の地元新聞には、ロケの誘致による尾道の観光効果を期待する記事が見られ、60年以上も前にこんにちで言う「フィルムツーリズム」の概念が既に存在したことを物語る。本作は「フィルムツーリズム」の流れを作った作品の先駆けと評価される。原は前作『白魚』のロケ中、東宝のカメラマンだった実兄 会田吉男が、原の眼の前で列車に撥ねられ不慮の死を遂げるという悲劇に遭い、その10日後の尾道入りだった。尾道駅で原を待ち構えるファンが危ないと判断され、原はひとつ先の糸崎駅で降り、自動車で旅館の裏口に向かったといわれる。作中に実名で登場する竹村家は、小津のほか原、笠、香川ら俳優陣も撮影期間の間宿泊した。旅館の前も大変な人だかりで、瀬戸内海に面しているため、原を一目見ようとわざわざ船を出して海からの見物を試みる猛者もいた。原は宿泊中も非常にナーバスだったとされ、大騒ぎになることを予想してか、他のスタッフのように旅館から外出することはなかったが、これを見かねた竹村家の主人が「ポンポン船に乗りませんか」と誘い、数時間、香川京子、笠智衆らと尾道水道の遊覧を楽しんだという。尾道での役者を使ったシーンは僅か5カットだったが、通常の一人か二人という照明技師を15人を抱え込むなど、スタッフ50人という大部隊での尾道ロケであった。5カットの撮影は簡単に終わったが、小津は昔ながらの尾道の実写風景に凝り「アスコも撮れ、ここも」と、たちまち1万フィートのフィルムを使い果たした。暑いセットを抜けて避暑気分で乗り込んだロケ隊は、瀬戸内独特の凪にやられて汗だくになり疲れ果てたといわれる。脚本家・高橋玄洋の父は当時、尾道市役所に勤めていてこのロケ対応の責任者だったという。また後に「尾道三部作」を製作する大林宣彦も15歳のとき『東京物語』の撮影を見学したと話している。映画の題名は『東京物語』ではあるが、東京とともに重要な舞台となった本作は尾道ロケ映画のルーツでもある。「映画の町・尾道」イメージは、本作と1980年代以降の大林宣彦監督による一連の映画作品により定着した。
- 周吉の妻とみ（東山千栄子）が亡くなった朝、尾道浄土寺の境内で周吉（笠智衆）と紀子（原節子）が夜明けを見るシーンは[11][15][85]、本作屈指の名場面として[16]、ポスターのキービジュアル等にも使われ有名であるが[8][15][16][85]、台本では周吉は「街と海を見下ろす崖上の空地」に立っていると書かれ、場所の指定はなかったが[16]、小津は灯篭と二人の立ち姿をシンメトリーに並べて、その背後に尾道水道がパッと抜けて見える構図が気に入り[15][86]、たくさんあるお寺の中から浄土寺を選んだといわれる[15][16]。しかし境内は鐘楼の場所も変るなど、その後大きく様変わりし、どの位置で撮ったのかも分からない状態[15]。

方言指導
戦後の小津作品は古都物も含めてほぼ標準語で通せるものであったが、この映画では老夫婦と次女に尾道弁が不可欠であった。このため脚本の作成には二重の手続きを必要とした。尾道弁は広島弁より備後弁に近く習得は容易ではなかったが、その際に大いに利用されたのが、日本に輸入されて間もないテープレコーダーであった。台詞に厳格な小津映画のため、この年6月尾道のロケハンで、脚本の細部の実地確認、言葉の訂正の問題もあり、撮影の厚田雄春だけでなく、野田高梧も同行し、人を集めて朝から晩までテープレコーダーを回し続けて当地の方言を収集し夜中まで台詞の訂正が行われた。撮影当時49歳ながら老け役を演じた笠智衆は、流暢な尾道弁をこなした。東山千栄子は尾道ロケには参加せず、東山の流暢な尾道弁は、現地で尾道弁を習得したスタッフから口移しに伝えたもの。
その他
音に対してもこだわりを持つ小津は、尾道水道を行きかうポンポン船が奏でる音をたいそう気に入り、劇中でも効果的に使用している。
本作は特に海外で評価が高いため、今でも外国人が浄土寺を訪ねてくるという。2008年にはシャネルの社長が浄土寺へ来たという。
本作は家族の絆とその喪失、人間の老いといった普遍的なテーマを描き、評価が高いが、他にもフィルムツーリズムの先駆けとしては勿論、本作に登場する、尾道、東京、熱海、大阪は、それぞれ作品の風景表象として描かれ、近年社会問題化するマス・ツーリズムの弊害（観光公害）を予見している点でもその優れた先見性が評価されている。

## エピソード
- 文芸評論家・川本三郎の説では、小津は映画製作前後に永井荷風の日記『断腸亭日乗』を読んでおり、本作品の舞台設定に荷風の日記の影響が見られるとある。
- 大林宣彦は、本作の方言指導は、尾道滞在歴がある新藤兼人がやっていると話している[91]。大林によれば、この時代の尾道は住む地域によって、カーストのようなものがあり、言葉はそれぞれの地域で違い、言葉は通じない、薄汚い平屋に住む登場人物はあのような良家の家族のような話し方はしない、だから尾道の人はあんなバカな映画があるか、と言っていたという[91]。
- 1984年のジム・ジャームッシュ監督によるアメリカ映画、『ストレンジャー・ザン・パラダイス』の劇中、競走馬の名前として「Tokyo Story」というシーンがある。
- 『虹をつかむ男』では本作の映画を見るシーンがある。
- 2013年のドラマ『半沢直樹』（TBSテレビ）の最終話で、香川照之演じる大和田常務がリビングで寛ぎながら本作を観る場面がある。

## 作品の評価
現在に至るまで作品は国内外できわめて高い評価と支持を受けている。特に映画誌などで行われる過去の作品のランキング等では必ず上位にランキングされている。1995年にBBCが発表した「21世紀に残したい映画100本」には、『西鶴一代女』（溝口健二監督、1952年）、『椿三十郎』（黒澤明監督、1962年）、『乱』（黒澤明監督、1985年）、『ソナチネ』（北野武監督、1993年）などと共に選出された。英国映画協会の月刊映画専門誌『Sight & Sound』によるGreatest Films of All Time2012年版では、批評家による投票でヒッチコックの『めまい』とオーソン・ウェルズの『市民ケーン』に次ぐ第三位、映画監督による投票では歴史上最高の映画として第一位に選ばれた。
本作品はニューヨーク近代美術館に収蔵されている。
1953年11月3日に日本国内で封切られ、同年度の第27回キネマ旬報ベスト・テンでは第2位にランキングされた。配給収入は1億3165万円で、1953年度の邦画配収ランキングで第8位にランクインする成功作となった。海外での公開は1957年にロンドンで上映されたのが最初で、翌年に第1回サザーランド杯を受賞し、海外での小津作品の評価が高まるきっかけとなった。1972年にはニューヨークでも公開され、アメリカの批評家からも賞賛を受けた。

### ランキング
| 年     | 媒体・団体                    | 部門                                       | 順位   |
| ------ | ----------------------------- | ------------------------------------------ | ------ |
| 1953年 | キネマ旬報                    | キネマ旬報ベスト・テン                     | 第3位  |
| 1979年 | キネマ旬報                    | 日本映画史上ベストテン                     | 第6位  |
| 1989年 | キネマ旬報                    | 日本映画史上ベストテン                     | 第2位  |
| 1995年 | キネマ旬報                    | 日本映画 オールタイム・ベストテン          | 第1位  |
| 1995年 | キネマ旬報                    | 世界映画 オールタイム・ベストテン          | 第4位  |
| 1999年 | キネマ旬報                    | オールタイム・ベスト100 日本映画編         | 第2位  |
| 2009年 | キネマ旬報                    | オールタイム・ベスト映画遺産200 日本映画篇 | 第1位  |
| 1962年 | 英国映画協会『Sight&Sound』誌 | 批評家が選ぶ史上最高の映画ベストテン       | 第26位 |
| 1982年 | 英国映画協会『Sight&Sound』誌 | 批評家が選ぶ史上最高の映画ベストテン       | 第21位 |
| 1992年 | 英国映画協会『Sight&Sound』誌 | 批評家が選ぶ史上最高の映画ベストテン       | 第3位  |
| 1992年 | 英国映画協会『Sight&Sound』誌 | 映画監督が選ぶ史上最高の映画ベストテン     | 第14位 |
| 2002年 | 英国映画協会『Sight&Sound』誌 | 批評家が選ぶ史上最高の映画ベストテン       | 第5位  |
| 2002年 | 英国映画協会『Sight&Sound』誌 | 映画監督が選ぶ史上最高の映画ベストテン     | 第16位 |
| 2012年 | 英国映画協会『Sight&Sound』誌 | 批評家が選ぶ史上最高の映画ベストテン       | 第3位  |
| 2012年 | 英国映画協会『Sight&Sound』誌 | 映画監督が選ぶ史上最高の映画ベストテン     | 第1位  |
| 2022年 | 英国映画協会『Sight&Sound』誌 | 批評家が選ぶ史上最高の映画ベストテン       | 第4位  |
| 2022年 | 英国映画協会『Sight&Sound』誌 | 映画監督が選ぶ史上最高の映画ベストテン     | 第4位  |
| 1989年 | 文藝春秋                      | 大アンケートによる日本映画ベスト150        | 第2位  |
| 2000年 | ヴィレッジ・ヴォイス          | 20世紀の映画リスト                         | 第36位 |
| 2008年 | カイエ・デュ・シネマ          | 史上最高の映画100本                        | 第14位 |
| 2008年 | エンパイア                    | 歴代最高の映画ランキング500                | 第67位 |
| 2010年 | エンパイア                    | 史上最高の外国語映画100本                  | 第16位 |
| 2010年 | トロント国際映画祭            | エッセンシャル100                          | 第15位 |
| 2018年 | BBC                           | 史上最高の外国語映画ベスト100              | 第3位  |

### 受賞
- 1954年：第8回毎日映画コンクール 女優助演賞（杉村春子）[3]
- 1958年：サザーランド杯（小津安二郎）

## デジタル修復
本作のオリジナルネガフィルムは1960年の横浜シネマ現像所火災（16ミリ縮小版を作成中だった）により消失し、現存しない。現在残っているのは16ミリデュープ・ネガから起こされたエンラージ35ミリデュープ・ネガである。
製作会社の松竹は、2003年と2011年の2回にわたってデジタルリマスターによる修復・リプリントを行った。2003年版は、小津安二郎生誕100年記念事業の一環として、劇場公開やDVD化のためにデジタル修復が施された。2011年版は、NHK BSプレミアムで2011年から2012年にかけて企画された『山田洋次監督が選んだ日本の名作100本』での放送のために、NHKが松竹に全面協力し、実際の修復作業はIMAGICAにより行われた。素材に使われたフィルムは画質こそ良好だがパーフォレーション（フィルムの送り穴）が損傷し「使用不可」に指定されていたため、それまで顧みられる事が無かったもの。これを補修しスキャン用の35mmデュープを作成、データ化は4K解像度で行われた。撮影助手を務めた川又昂が製作時のプリント状態を知る数少ない当事者として助言し、通常のデジタル修復に加えて画質の明暗の再調整、手作業によるプリントやサウンドトラックのノイズ修正など、きめ細かな修復が行われた。BSプレミアムで2011年4月4日に放送された後も画質の追い込みが行われ、2013年7月に小津生誕110周年記念と銘打ったDVD/Blu-rayで発売。修復作業の様子も、リマスター版初放送に向けBSプレミアムで放送されたドキュメンタリー『デジタル・リマスターでよみがえる名作「“東京物語”復活への情熱」』において取り上げられた。
このデジタル・リマスター版は2013年のベルリン国際映画祭クラシック部門で上映された。また4K素材はアメリカのヴォイジャー社「クライテリオン・コレクション」DVD/Blu-rayにも提供されている。

## リメイク

### テレビドラマ
- 『東京物語』
  - 1967年9月14日・21日に、フジテレビ「シオノギテレビ劇場」において前後編構成で放送。脚本は映画版と同じく小津安二郎と野田高梧。演出：小川秀夫。映画版で周吉の妻・とみを演じた東山千栄子が同じ役、同じく三男・敬三を演じた大坂志郎が長男・幸一を演じ、長女の夫を演じた中村伸郎も出演している。
  - 出演：芦川いづみ（平山紀子）、宮口精二（平山周吉）、東山千栄子（平山とみ）、木暮実千代（金子志げ）、大坂志郎（平山幸一）、大滝秀治、浜村純、中村伸郎、丹阿弥谷津子
- 『夕焼け空』
  - 1968年10月21日 - 12月9日、テレビ朝日「ポーラ名作劇場」において映画版を松山善三が脚色した連続ドラマを放送。次男・昌二の妻である紀子を主人公としている。演出：八橋卓。
  - 出演：司葉子（平山紀子）、関口宏、山内明、加藤和夫、加藤道子、奈良岡朋子、早川保
- 『海の見える家』
  - 1971年4月24日 - 12月30日（月1回、全9話）に、NHK総合で放送。脚本：立原りゅう（映画脚本（原作）の野田高梧の娘）。演出：北村充史。主演：笠智衆。ギャラクシー賞第17回期間選奨受賞。
  - 出演：笠智衆、八千草薫、三益愛子、高森和子、鮎川いづみ、渡辺文雄、香月京子、日高久、斎穏寺忠雄
- 『新東京物語』
  - 1982年6月28日 - 7月23日に、NHK総合「銀河テレビ小説」において放送。脚本演出は上記「海が見える家」と同じく脚本：立原りゅう。演出：北村充史。
  - 出演：大友柳太朗（平山周吉）、長岡輝子（平山トミ）、檀ふみ（平山京子）、神山繁（平山幸一）、馬渕晴子、名古屋章、三田和代（金子しげ）、寺泉哲章（杉山）、田武謙三、牛原千恵、滝一也、高部知子、松田洋治、安藤一人、三浦浩史、井田弘樹、木村翠、水巻令子、草見潤平、代ゆかり、大原穣子、沢柳廸子、倉石功、神崎愛（平山紀子）、角野卓造（平山敬三）、中村伸郎、有島一郎
- 『新・東京物語』
  - 1989年2月25日に、TBS「土曜ドラマスペシャル」において放送。脚本：井上和男、演出：窪川健、音楽：いずみたく、制作：東阪企画。
  - 出演：大滝秀治（平山周吉）、丹阿弥谷津子（平山とみ）、市毛良枝（平山紀子）、大滝秀治、小坂一也、丹阿弥谷津子、岸部一徳、山口美也子、北詰友樹、渡辺祐子、順みつき、二見忠男、桜金造、秋田久美子、北見治一、田武謙三
- 『東京物語』
  - 2002年7月6日に、フジテレビ系列「FNS27時間テレビ みんなのうた〜あの素晴らしい日本をもう一度〜」の番組内においてリメイク。設定を現代に置き換えている。脚本：永田優子。 演出：宮本理江子。また関東地区では2014年3月21日に、同年3月14日午後6時5分に逝去した宇津井の追悼企画として、「ドラマチックα」枠にて再放送された。
  - 出演
    - 宇津井健 - 平山周吉
    - 八千草薫 - 平山とみ
    - 松たか子 - 平山紀子
    - 白井晃 - 平山幸一
    - 室井滋 - 金子しげ子
    - 金子賢 - 平山敬三
    - 小西美帆 - 平山京子
    - 深浦加奈子 - 平山文子
    - 石丸裕紀 - 平山実
    - 片岡涼 - 平山勇
    - 阿部サダヲ - 金子庫造
    - 伊藤久美子 - 清水馨
    - 酒井麻吏 - 三上和子
    - 谷啓 - 沼田三平
    - 湯浅実 - 服部修
    - 梅沢昌代 - 隣の細君
    - 竹中直人（特別出演） - 宅配便の男
    - 天海祐希（友情出演） - カメラマン
    - 谷原章介（友情出演） - 中山
    - 海東健（友情出演） - 松本直哉
    - 玉山鉄二（友情出演） - 平山昌二
    - 木村多江（友情出演） - ホステス
    - 田山涼成（友情出演） - 課長

### 舞台
- 『東京物語』
  - 三越劇場（2012年1月2日 - 1月24日）南座（2013年7月13日 - 7月21日）山田洋次の脚本・演出により劇団新派が初春新派公演として上演した。舞台化にあたり場所設定を終始長男の家に限定している。出演は水谷八重子（とみ）、安井昌二（周吉）、瀬戸摩純（紀子）など。2020年6月に7年ぶりの再演が予定されていたが、新型コロナウイルスの感染拡大を受け、全公演が中止となった[94]。

## 作品論
- 『小津安二郎「東京物語」ほか』みすず書房、新版2020年。ISBN 978-4-6220-8955-1

田中眞澄 編、自作解説、「東京物語」監督使用台本ほか
- 貴田庄『小津安二郎と「東京物語」』ちくま文庫、2013年。ISBN 978-4-4804-3129-5
- 梶村啓二『「東京物語」と小津安二郎　なぜ世界はベスト1に選んだのか』平凡社新書、2013年。ISBN 978-4-5828-5711-5